# فابین گوتسه
فابین گوتسه (به آلمانی: Fabian Götze) (متولد ۳ ژوئن ۱۹۹۰) یک فوتبالیست آلمانی است، که برای اسپیل ویرینگانگ آنترهچینگ بازی می‌کند.

## حرفه‌ای
فابین گوتسه کار خود را با اس سی رونزبرگ آغاز کرد و بعد از آن قرارداد باشگاه اینتراخت هومبروچ را امضا کرد. در تابستان سال ۲۰۰۱، او توسط بروسیا دورتموند خریداری شد. او اولین بازی خود را برای تیم بوروسیا دورتموند ۲ در ۲۵ ژوئیه ۲۰۰۷ در ۳ لیگ انجام داد. قرارداد او با بوروسیا دورتموند در ۵ ژانویه ۲۰۱۰ به پایان رسید و او تا ۳۰ ژوئن ۲۰۱۳ در ماینتس۰۵ ۲ ماند.

### آمار
تا تاریخ ۱۳ ژوئیه ۲۰۱۳
| عملکرد باشگاه | عملکرد باشگاه             | عملکرد باشگاه        | لیگ  | لیگ  | جام            | جام            | مجموع | مجموع |
| فصل           | باشگاه                    | لیگ                  | حضور | گل‌ها | حضور           | گل‌ها           | حضور  | گل‌ها  |
| آلمان         | آلمان                     | آلمان                | لیگ  | لیگ  | جام حذفی آلمان | جام حذفی آلمان | مجموع | مجموع |
| ------------- | ------------------------- | -------------------- | ---- | ---- | -------------- | -------------- | ----- | ----- |
| ۲۰۰۹-۱۰       | بروسیا دورتموند ۲         | لیگا ۳               | ۸    | ۰    | —              | —              | ۸     | ۰     |
| ۲۰۰۹-۱۰       | ماینتس۰۵ ۲                | لیگ مناطق غربی آلمان | ۹    | ۰    | —              | —              | ۹     | ۰     |
| ۲۰۱۰-۱۱       | ماینتس۰۵ ۲                | لیگ مناطق غربی آلمان | ۲۹   | ۱    | —              | —              | ۲۹    | ۱     |
| ۲۰۱۱-۱۲       | بوخوم ۲                   | لیگ مناطق غربی آلمان | ۲۶   | ۱    | —              | —              | ۲۶    | ۱     |
| ۲۰۱۲-۱۳       | بوخوم ۲                   | لیگ مناطق غربی آلمان | ۳۳   | ۵    | —              | —              | ۳۳    | ۵     |
| ۲۰۱۳-۱۴       | اسپیل ویرینگانگ آنترهچینگ | لیگا ۳               | ۰    | ۰    | —              | —              | ۰     | ۰     |
| مجموع         | آلمان                     | آلمان                | ۱۰۵  | ۷    | ۰              | ۰              | ۱۰۵   | ۷     |
| مجموع در کل   | مجموع در کل               | مجموع در کل          | ۱۰۵  | ۷    | ۰              | ۰              | ۱۰۵   | ۷     |

## زندگی شخصی
فابین برادر ماریو گوتسه است که در باشگاه فوتبال بایرن مونیخ بازی می‌کند.